# Freya Anderson
Freya Anderson (Birkenhead, 4 de março de 2001) é uma nadador britânica, campeã olímpica.

## Carreira
Anderson conquistou a medalha de ouro nos Jogos Olímpicos de Verão de 2020 em Tóquio na prova de revezamento 4×100 m medley misto, ao lado de Kathleen Dawson, Adam Peaty, James Guy e Anna Hopkin, com a marca de 3:37.58.